# Décès en 1358
Décès
- 1354
- 1355
- 1356
- 1357
- 1358
- 1359
- 1360
- 1361
- 1362

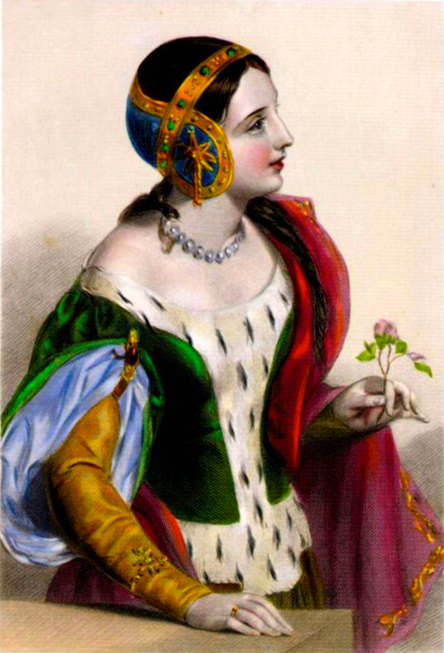
Isabelle de France, morte en 1358.

Cette page dresse une liste de personnalités mortes au cours de l'année 1358 :
- 14 janvier : Jean Ier Baillet, noble français, trésorier du dauphin Charles de France, futur roi Charles V.
- 22 février : Robert de Clermont, maréchal de Normandie du Dauphin Charles (futur roi Charles V de France).
- 5 mars : Catherine Šubić, princesse croate  qui règne comme régente puis  douairière sur les duchés Brzeg (allemand: Brieg) et Oława (allemand: Olhau) en  Silésie.
- 23 avril : Nicolas le Petit, prince polonais de la dynastie Piast, duc de Ziębice.
- 26 avril : Blanche de France, princesse royale française devenue religieuse.
- 1er mai : Jean de Parthenay, gouverneur de Saintonge[1].
- 4 juin : Jean de Hautfumé, évêque d'Avranches.
- 7 juin : Ashikaga Takauji, premier shogun de la lignée des shoguns Ashikaga.
- 20 juillet ou 16 août : Albert II le Sage, duc d'Autriche et de Styrie, de la maison de Habsbourg.
- 30 juillet : Nicolas de Luxembourg, (Anti-)évêque de Naumburg.
- 31 juillet : Étienne Marcel, prévôt des marchands de Paris.
- 20 août : Filippo Belforti, évêque de Volterra.
- 22 août : Isabelle de France,  duchesse consort d'Aquitaine et reine consort d'Angleterre.
- 13 septembre : Pierre d'André, évêque de Noyon, de Clermont et de Cambrai.
- 3 octobre : Mahaut de Châtillon, comtesse de Valois.
- 30 novembre :  Abu Inan Faris, sultan Mérinide.

- Bouyankouli, khan de Djaghataï.
- Isabelle Bruce, princesse écossaise de la maison Bruce qui devint reine consort de Norvège.
- Jean Buridan, philosophe scolastique français, défenseur de la théorie du déterminisme.
- Jean d'Auxois, évêque de Troyes puis évêque d'Auxerre.
- Fadrique de Castille,  seigneur de Haro, Grand Maître de l'ordre de Santiago.
- Casimir Ier, duc de Cieszyn.
- Foulques de Laval, seigneur de Challouyau en Bourgogne.
- Antoine de Monaco, co-seigneur de Monaco.
- Grégoire de Rimini, ermite, qui suit la règle de saint Augustin et un philosophe italien.
- Jacopo di Casentino, peintre florentin.
- Le Grand Ferré, héros populaire de la guerre de Cent Ans.
- Salaün ar Foll, saint breton.
- Antoine Grimaldi, patricien génois appartenant à la maison Grimaldi, qui obtient la souveraineté sur Monaco.
- Guillaume Guitard, évêque de Saint-Paul-Trois-Châteaux et de Lisieux.
- Kazgan, grand chef de l'ulus djaghataïde.
- Raymond Saquet, primat des Gaules.
- Nitta Yoshioki, samouraï du clan Nitta au service de la Cour du Sud durant l'époque Nanboku-chō de l'histoire japonaise.

## Crédit d'auteurs
- Cet article est partiellement ou en totalité issu de l'article intitulé « 1358 » (voir la liste des auteurs).